# Spenslig malmätare
Spenslig malmätare (Eupithecia goossensiata) är en fjärilsart som beskrevs av Paul Mabille 1869. Spenslig malmätare ingår i släktet Eupithecia och familjen mätare. Arten är reproducerande i Sverige. Inga underarter finns listade i Catalogue of Life.